# Principio y fin
Pour plus de détails, voir Fiche technique et Distribution.
Principio y fin est un long métrage mexicain réalisé par Arturo Ripstein, sorti en 1993.

## Synopsis
L'histoire des Boteros, famille de la classe moyenne mexicaine dont le chef de famille décède. Pour ne pas sombrer dans la misère, tous comptent sur Gabriel, le plus intelligent de la famille.

## Fiche technique
Sauf indication contraire, les informations mentionnées dans cette section peuvent être confirmées par la base de données cinématographiques IMDb,  présente dans la section « Liens externes ».
- Titre original et français : Principio y fin
- Titre anglais : The Beginning and the End
- Réalisation : Arturo Ripstein
- Scénario : Paz Alicia Garciadiego d'après le roman de Naguib Mahfouz Bidâya wa-nihâya, datant de 1949 (trad. française Vienne la nuit)
- Photographie : Claudio Rocha
- Montage : Rafael Castanedo
- Musique : Lucía Álvarez
- Production : Arturo Ripstein, Alfredo Ripstein et Michael Donnelly
- Pays d’origine :  Mexique
- Langue originale : espagnol
- Format : couleur - 1.85:1
- Genre : Mélodrame
- Durée : 
  - 164 minutes (version française)
  - 170 minutes (version espagnole)
- Dates de sortie :
  -  Mexique : 9 septembre 1994
  -  France : 15 mars 1995

## Distribution
- Ernesto Laguardia : Gabriel Botero
- Julieta Egurrola : Ignacia Botero
- Blanca Guerra : Julia
- Verónica Merchant : Natalia
- Bruno Bichir : Nicolás Botero
- Alberto Estrella : Guama Botero
- Alonso Echánove : Cariñoso
- Lucía Muñoz : Mireya Botero
- Luis Felipe Tovar : César
- Julián Pastor : Luján
- Luisa Huertas (es) : Isabel

## Accueil
Principio y fin obtient la note de 8⁄10 sur l'Internet Movie Database, recensant environ 369 notes.
Sur le site américain Rotten Tomatoes, le film obtient 89% d'opinions favorables.

## Distinctions
Le film fut proposé à l'Oscar du meilleur film étranger en tant que film mexicain à la 67e cérémonie des Oscars mais n'obtint pas la nomination espérée.